# El Diario (Uruguay)
El Diario de la Noche, como popularmente se lo conocía, fue un diario vespertino uruguayo, publicado entre 1923 y 2000.

## Historia
Fundado en 1923. Hasta la década de 1980 fue editado por la Sociedad Editora Uruguaya (Seusa) que publicaba también el matutino La Mañana.
Fue el primer diario montevideano que no se levantó como bandera o tribuna de los partidos o sectores políticos. Introdujo la modalidad de tapas enteramente gráficas. Se destacaba por sus coberturas de información deportiva y policial, fue el diario de mayor venta en el Uruguay durante gran parte de las décadas de 1950 y 1960; compitió con Acción, El Bien Público, El Debate, El Día, El País, El Plata y La Tribuna Popular.
Numerosos periodistas destacados escribieron en sus páginas, entre otros: Carlos Martínez Moreno, Zelmar Michelini, Antonio Mercader, Eduardo J. Corso, Iván Kmaid, Eduardo Navia, Héctor Rivadavia Gómez. También extranjeros, como Giselda Zani; durante la Segunda Guerra Mundial, se enriqueció con el aporte de las críticas de arte de la pluma de Margherita Sarfatti.
El último propietario y director fue Jorge Otero Menéndez.
Dejó de circular en 2000, a los pocos meses de implementarse su distribución gratuita en los medios de transporte público.